# 3742 Sunshine
3742 Sunshine (1981 EQ27) là một tiểu hành tinh vành đai chính được phát hiện ngày 2 tháng 3 năm 1981 bởi S. J. Bus ở Siding Spring.